# Gymnastik under sommer-OL 1928
Gymnastik under sommer-OL 1928. Gymnastik var med på det olympiske program for ottende gang under Sommer-OL 1928 i Amsterdam. Der blev konkurreret om otte olympiske titler, seks individuelle og to i hold. Mændene konkurrerede i de seks individuelle øvelser og i en holdkonkurrence. For første gang fik også kvinder lov til at deltage og det var i en holdkonkurrence.

## Medaljer
| Gymnastik OL 1928 | Gymnastik OL 1928 | Gymnastik OL 1928 | Gymnastik OL 1928 | Gymnastik OL 1928 | Gymnastik OL 1928 |
| ----------------- | ----------------- | ----------------- | ----------------- | ----------------- | ----------------- |
| Placering         | Land              | Guld              | Sølv              | Bronze            | totalt            |
| 1.                | Schweiz           | 5                 | 2                 | 2                 | 9                 |
| 2.                | Tjekkoslovakiet   | 1                 | 3                 | 1                 | 5                 |
| 3.                | Jugoslavien       | 1                 | 1                 | 3                 | 5                 |
| 4.                | Holland           | 1                 | 0                 | 0                 | 1                 |
| 5.                | Italien           | 0                 | 2                 | 0                 | 2                 |
| 6.                | Finland           | 0                 | 0                 | 1                 | 1                 |
| 6.                | Storbritannien    | 0                 | 0                 | 1                 | 1                 |
| Sum               | antal medaljer    | 8                 | 8                 | 8                 | 24                |

## Mænd

### Mangekamp
| Placering | Land | Udøver         | Point   |
| --------- | ---- | -------------- | ------- |
| 1.        | SUI  | Georges Miez   | 247,500 |
| 2.        | SUI  | Hermann Hänggi | 246,625 |
| 3.        | YUG  | Leon Štukelj   | 244,875 |

### Mangekamp holdkonkurrence
| Placering | Land | Udøvere | Point    |
| --------- | ---- | --- | -------- |
| 1.        | SUI  | Hans Grieder August Güttinger Hermann Hänggi Eugen Mack Georges Miez Otto Pfister Eduard Steinemann Melchior Wezel  | 1718,625 |
| 2.        | TCH  | Josef Effenberger Jan Gajdoš Jan Koutný Emanuel Löffler Bedřich Šupčík Ladislav Tikal Ladislav Vácha Václav Veselý  | 1712,250 |
| 3.        | YUG  | Edvard Antosiewicz Dragutin Cioti Stane Derganc Boris Gregorka Anton Malej Janez Porenta Jože Primožić Leon Štukelj | 1648,750 |

### Barre
| Placering | Land | Udøver         | Point |
| --------- | ---- | -------------- | ----- |
| 1.        | TCH  | Ladislav Vácha | 18,83 |
| 2.        | YUG  | Jože Primožić  | 18,50 |
| 3.        | SUI  | Hermann Hänggi | 18,08 |

### Spring over hest
| Placering | Land | Udøver          | Point |
| --------- | ---- | --------------- | ----- |
| 1.        | SUI  | Eugen Mack      | 9,58  |
| 2.        | TCH  | Emanuel Löffler | 9,50  |
| 3.        | YUG  | Stane Derganc   | 9,46  |

### Reck
| Placering | Land | Udøver       | Point |
| --------- | ---- | ------------ | ----- |
| 1.        | SUI  | Georges Miez | 19,17 |
| 2.        | ITA  | Romeo Neri   | 19,00 |
| 3.        | SUI  | Eugen Mack   | 18,92 |

### Ringe
| Placering | Land | Udøver          | Point |
| --------- | ---- | --------------- | ----- |
| 1.        | YUG  | Leon Štukelj    | 19,25 |
| 2.        | TCH  | Ladislav Vácha  | 19,17 |
| 3.        | TCH  | Emanuel Löffler | 18,83 |

### Bensving
| Placering | Land | Udøver            | Point |
| --------- | ---- | ----------------- | ----- |
| 1.        | SUI  | Hermann Hänggi    | 19,75 |
| 2.        | SUI  | Georges Miez      | 19,25 |
| 3.        | FIN  | Heikki Savolainen | 18,83 |

## Damer

### Mangekamp holdkonkurrence
| Placering | Land | Udøver | Point  |
| --------- | ---- | --- | ------ |
| 1.        | NED  | Estella Agsteribbe Jacomina van den Berg Alida van den Bos Petronella Burgerhof Elka de Levie Helena Nordheim Anna Polak Petronella van Randwijk Hendrika van Rumt Jud Simons Jacoba Stelma Anna van der Vegt | 316,75 |
| 2.        | ITA  | Bianca Ambrosetti Lavinia Gianoni Luigina Giavotti Virginia Giorgi Germana Malabarba Clara Marangoni Luigina Perversi Diana Pizzavini Luisa Tanzini Carolina Tronconi Ines Vercesi Rita Vittadini             | 289,00 |
| 3.        | GBR  | Annie Broadbent Lucy Desmond Margaret Hartley Amy Jagger Isabel Judd Jessie Kite Marjorie Moreman Edith Pickles Ethel Seymour Ada Smith Hilda Smith Doris Woods                                               | 258,25 |

52°20′36″N 4°51′15″Ø / 52.34342°N 4.85419°Ø